# Alice Brown
Alice Regina Brown (ur. 20 września 1960 w Jackson) – amerykańska lekkoatletka specjalizująca się w biegach sprinterskich, uczestniczka igrzysk olimpijskich w latach 1984 i 1988, trzykrotna medalistka olimpijska: dwukrotnie złota w sztafecie 4 × 100 m (1984, 1988) oraz srebrna w biegu na 100 metrów (1984).

## Finały olimpijskie
- 1984 – Los Angeles, bieg na 100 m – srebrny medal
- 1984 – Los Angeles, sztafeta 4 × 100 m – złoty medal
- 1988 – Seul, sztafeta 4 × 100 m – złoty medal

## Inne osiągnięcia
- 1984 – Praga, Przyjaźń-84 – VI m. w biegu na 100 m
- 1987 – Rzym, mistrzostwa świata – złoty medal w sztafecie 4 × 100 m

## Rekordy życiowe
- bieg na 100 m – 10,92 – Indianapolis 16/07/1988